# Enrico Caruso

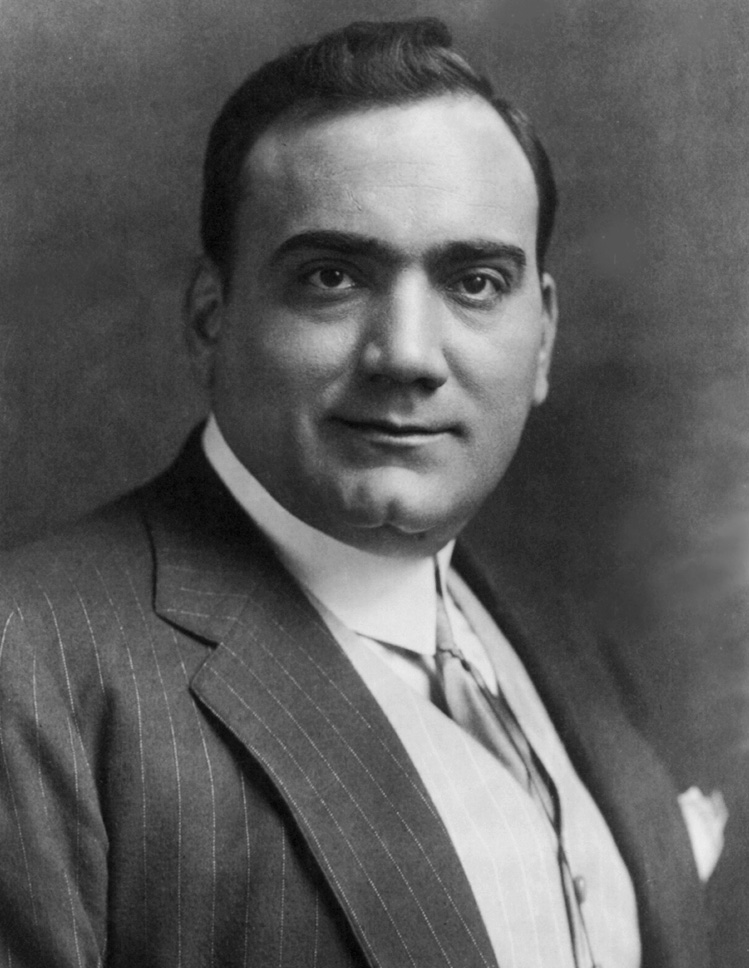
Enrico Caruso im Jahr 1910

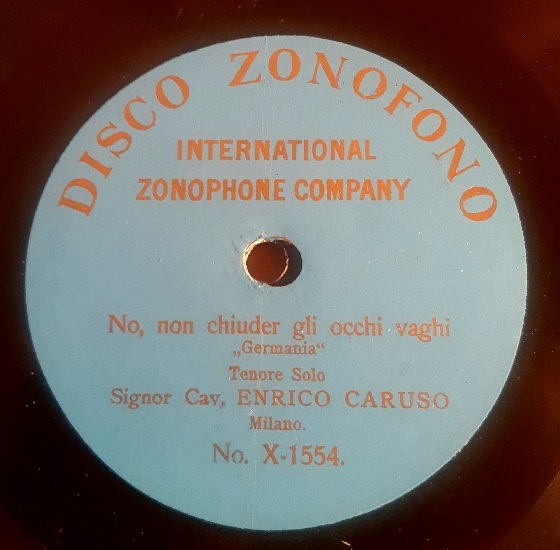
Schallplatte mit einer 1903 entstandenen Aufnahme Carusos in einer Arie aus Franchettis Oper Germania, in deren Uraufführung er 1902 an der Scala sang

Enrico Caruso (* 25. Februar 1873 in Neapel; † 2. August 1921 ebenda; eigentlich Errico Caruso) war ein italienischer Opernsänger. Er gilt als der berühmteste Tenor zu Beginn des 20. Jahrhunderts und als einer der bedeutendsten Sänger der Opernwelt.

## Leben
Caruso stammte aus einer armen kinderreichen Familie, die in der Via Santi Giovanni e Paolo Nr. 7 im neapolitanischen Stadtteil San Carlo all’Arena wohnte. Er war das dritte von sieben Kindern. Seine Mutter, der er sehr zugetan war, ermöglichte ihm eine Schulbildung. Als Kind sang er im Kirchenchor den Knabenalt und wurde vom Pfarrer als außergewöhnliches Talent bemerkt. Er erhielt Gesangsunterricht bei lokalen Lehrern und ab dem Alter von sechzehn Jahren bei dem renommierten Guglielmo Vergine, der ihn kostenlos unterrichtete, jedoch mit einem Vertrag, der Vergine 25 % aller Einnahmen in den ersten fünf Jahren einer möglichen Karriere des jungen Sängers zusicherte. Dagegen ging Caruso später juristisch vor, und es kam zu einem Vergleich. Vergine war es auch, der Caruso von der Änderung seines Vornamens von Errico in Enrico überzeugte. Ein weiterer Lehrer Carusos war Vincenzo Lombardi.

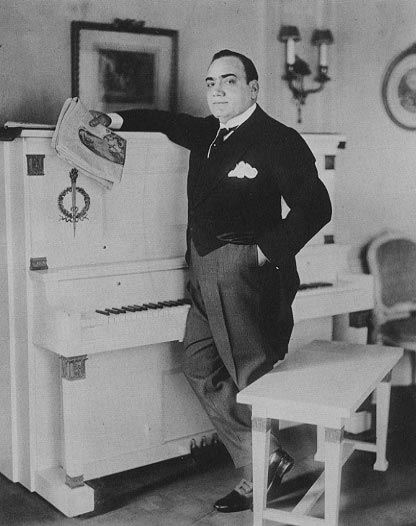
Caruso vor seinem weißen Piano, einem Geschenk des Herstellers Hardman, Peck and Company, in seinem Apartment in New York

Caruso erhielt sein erstes Engagement in seiner Heimatstadt, der er zeitlebens in Zuneigung und Ablehnung verbunden blieb, da man ihm, seiner Ansicht nach, dort nicht die nötige Anerkennung zollte: In den vier Jahren nach seinem Debüt mit neunzehn Jahren blieb er unbeachtet. Erst mit der Partie des Loris bei der Premiere von Umberto Giordanos Oper Fedora in Mailand begann Carusos Aufstieg. Er kam als Opernstar nach Neapel zurück, wo die gehobene Gesellschaft ihn im Teatro San Carlo aber noch immer als Gassenjungen betrachtete, der unter den Balkonen singt. Das verzieh er dem neapolitanischen Publikum nicht und trat nie wieder in Neapel auf. Den internationalen Durchbruch erlebte er 1903 an der Metropolitan Opera in New York in Rigoletto von Giuseppe Verdi, in dem er den Herzog sang. Selten bei einem Debüt: Er musste eine Arie, La donna è mobile, wiederholen.
Carusos Privatleben sorgte für Aufregung. Er lebte acht Jahre unverheiratet mit der Opernsängerin Ada Giachetti zusammen, mit der er zwei Söhne hatte, Rodolfo und Enrico. Die Kinder sollen nach Figuren aus der Oper La Bohème benannt worden sein, in der er und seine Lebensgefährtin sich kennengelernt hatten. Giachetti verließ Caruso schließlich wegen seiner Untreue, woraufhin es zu mehreren Gerichtsprozessen kam. Danach lebte Caruso eine Zeitlang mit Giachettis Schwester Rina zusammen, die ebenfalls Sängerin war, bis er 1918 die amerikanische Millionärstochter Dorothy Park Benjamin heiratete. Mit ihr bekam er im Alter von 45 Jahren eine Tochter, Gloria.
Wegen seines Reichtums war Caruso ein Ziel der „Schwarzen Hand“, eines frühen Ablegers der sizilianischen Mafia in den Vereinigten Staaten, und entging in Kuba mit Glück einem Bombenattentat. Carusos Großzügigkeit war legendär. So beschenkte er beispielsweise in seinen erfolgreichsten Jahren an der Metropolitan Opera zu Weihnachten fast alle Mitarbeiter. Auch sein Humor war berühmt. Immer wieder erlaubte er sich Späße gegenüber seinen Bühnenkollegen, nähte beispielsweise den Ärmel eines Mantels zu, den der Kollege während der Aufführung überstreifen musste, oder füllte Wasser in einen Hut, den jemand in der Aufführung aufsetzen musste.

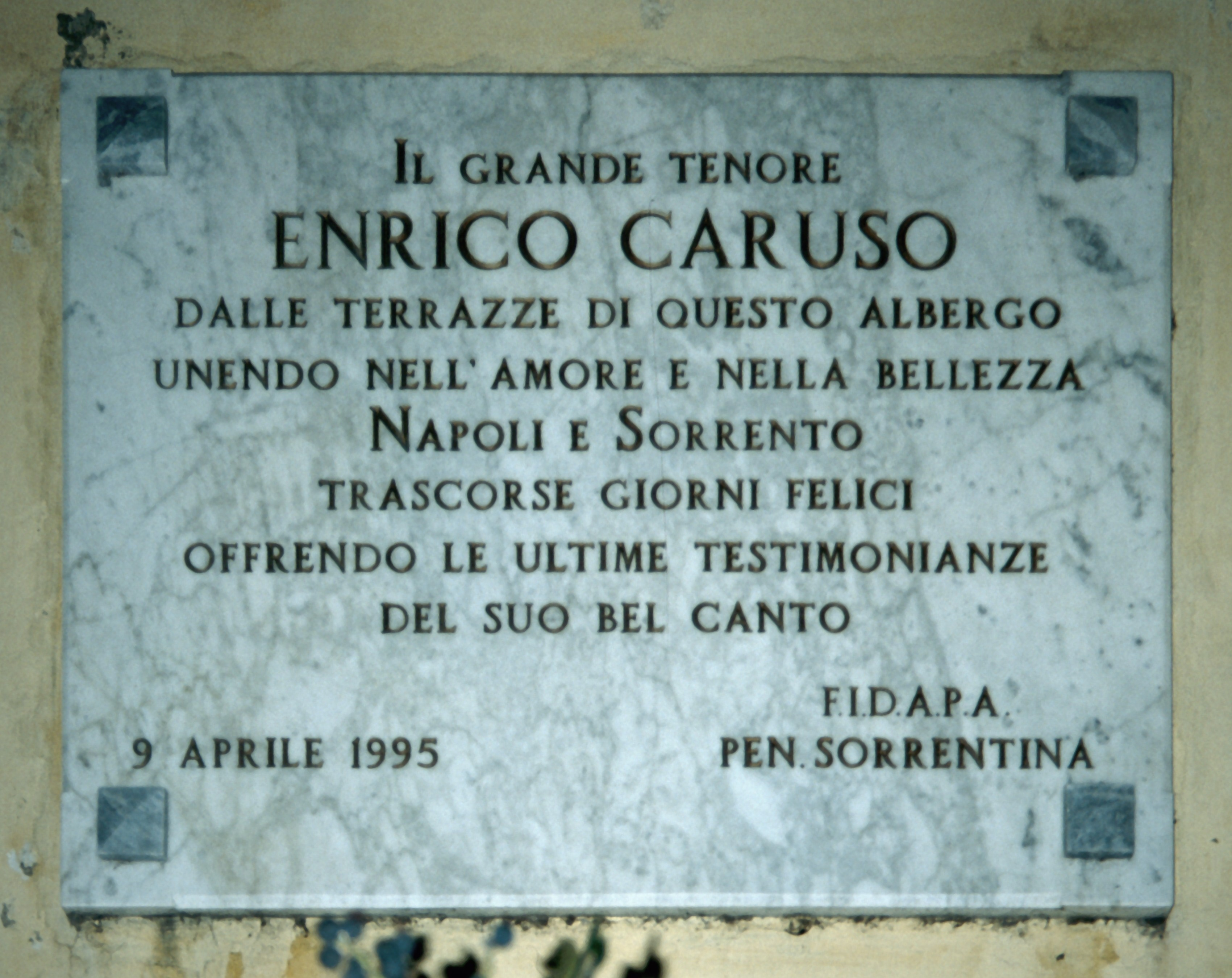
Gedenktafel am Eingang des Hotels Excelsior Vittoria in Sorrent

Im Spätherbst 1920 zog sich Caruso durch eine Erkältung eine eitrige Rippenfellentzündung zu. Obwohl er während einer Vorstellung von L’elisir d’amore Blut zu husten begann und starke Schmerzen spürte, wurde die Erkrankung nicht rechtzeitig behandelt. Die letzten Vorstellungen von La Juive von Fromental Halévy im Dezember 1920 sang er stehend, gestützt von seiner Bühnenpartnerin. Nach einem Zusammenbruch zu Weihnachten 1920 wurde er operiert und überlebte zunächst. Er kehrte daraufhin im Frühjahr 1921 zu einem Erholungsurlaub nach Italien zurück, wo er sich im Hotel Excelsior Vittoria in Sorrent erholte und erneute Auftritte an der Metropolitan Opera in New York plante. Nach einem plötzlichen Rückfall einige Monate später starb Caruso, ehe er sich wegen einer Brustfellentzündung zu Ärzten nach Rom begeben konnte, im Hotel Vesuvio in Neapel im Alter von 48 Jahren an einer Blutvergiftung.
Sein Tod wurde in vielen Teilen der Welt betrauert. Caruso wurde in der königlichen Kirche San Francesco di Paola in Neapel aufgebahrt und in einem großen Trauerzug zum Cimitero di Santa Maria del Pianto begleitet. König Viktor Emanuel III. selbst öffnete die Kirche, in der zuvor nur königliche Hochzeiten, Taufen und Beerdigungen stattgefunden hatten, für Caruso. Am 19. August 1921 säumten rund hunderttausend Menschen den Weg von Carusos Trauerzug. Freunde, Weggefährten und gekrönte Häupter aus aller Welt waren anwesend. Die Gebäudefassaden längs des Weges waren mit schwarzen Tüchern verhängt; die Geschäfte in Neapel blieben geschlossen. Die sterblichen Überreste Carusos ruhen in einem prunkvollen mit Marmor versehenen Mausoleum, das noch heute zahlreiche Verehrer Carusos besuchen. Von 1921 bis 1930 war Enrico Caruso in einem Glassarg aufgebahrt, so dass sein einbalsamierter Leichnam öffentlich besichtigt werden konnte; erst auf Drängen seiner Frau wurde der Sarg mit einer Steinplatte verschlossen.

## Historisches Profil
Der Durchbruch gelang Caruso im Alter von 24 Jahren in der Rolle des Federico in der Uraufführung von Francesco Cileas Oper L’Arlesiana im Teatro Lirico in Mailand. Er wirkte ferner in den Uraufführungen von Fedora und La fanciulla del West mit. Seine wohl berühmtesten Rollen waren der Canio in Ruggero Leoncavallos Pagliacci und der Radames in Aida. Caruso, dessen Repertoire 67 Partien umfasste, sang in Mailand, Neapel, London und New York. Hier war er über insgesamt 18 Spielzeiten festes Ensemblemitglied der Metropolitan Opera.
Der Tenor Caruso war für seinen baritonalen Stimmklang und seine Bühnenpräsenz berühmt. In einer Aufführung von La Bohème sang er für den plötzlich stimmlosen Bass die Arie Vecchia zimmarra so überzeugend, dass es im Publikum niemand bemerkte und er die Arie später sogar aufzeichnete. Sein Sängerformant wurde mit 2800 Hz festgestellt. Seine Bühnenpartnerin Geraldine Farrar berichtete, wie sie erstmals mit Caruso auf der Bühne stand und ihren Einsatz vergessen habe, weil sie über die Schönheit von Carusos Gesang zu Tränen gerührt gewesen sei. Lina Cavalieri fiel ihm auf offener Bühne um den Hals und küsste ihn aus Begeisterung so leidenschaftlich, dass dieser Kuss als der erste „echte“ Bühnenkuss in die Annalen der Geschichte einging. Der Name Carusos ist derart berühmt und legendär geworden, dass man andere herausragende Sänger immer wieder mit Caruso verglichen hat. Die, die ihn persönlich bei Aufführungen erlebten, beschrieben das Einsetzen seiner Stimme als die warme Macht einer Orgel.
Caruso war zunächst ein Vertreter der alten italienischen Schule des Belcanto, etablierte jedoch wegen der Dramatik des Verismo einen neuen, beispielhaften Gesangsstil, bei dem nicht der schöne Vortrag im Vordergrund stand, sondern das Einswerden mit der dargestellten Figur. Bei seinen Gastspielen wurde Caruso mit Ehrenbezeugungen überhäuft, in Berlin sammelten sich 30.000 Menschen vor der Oper, um Caruso für eine Minute zu sehen. Caruso war ein Großverdiener im Operngeschäft und der Erste, der (seinerzeit ohne verstärkende Lautsprecher) ganze Stierkampfarenen mit seinem Gesang füllen konnte; dies tat er im November 1919 in Mexiko-Stadt vor 25.000 Menschen. Caruso hält auch den Rekord von 863 Auftritten an der Metropolitan Opera (s. auch Metropolitan data base) in 17 Jahren (zwischen November 1903 und Dezember 1920). Caruso sang an der „Met“ mehr Vorstellungen als an allen anderen Opernhäusern, in denen er auftrat.

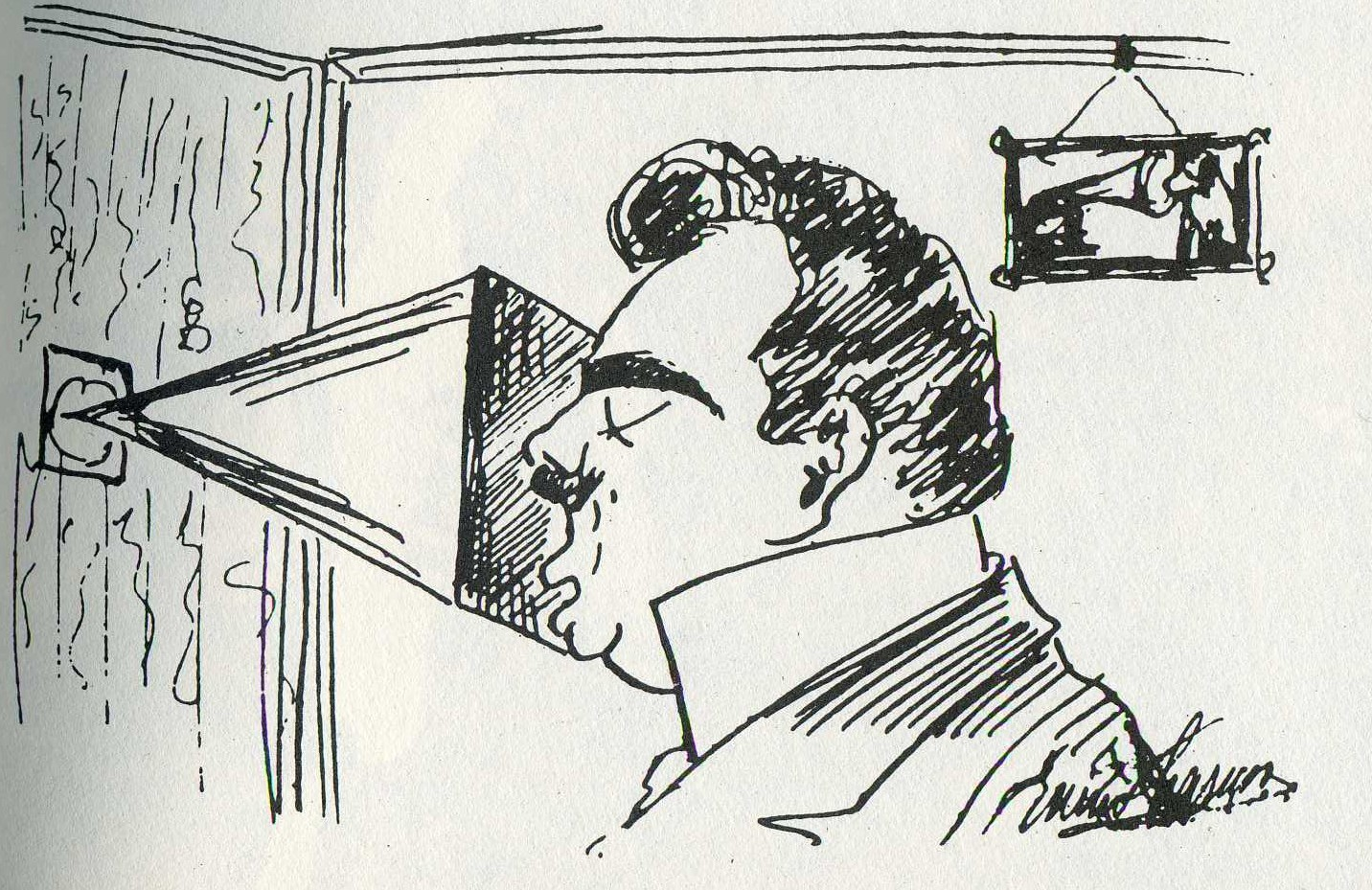
Selbstkarikatur Carusos von 1902: er selbst beim Singen in einen Aufnahmetrichter

Es wurden zahlreiche Biographien Carusos verfasst. Durch seine frühen Schallplattenaufnahmen erlangte das Grammophon Bekanntheit. Caruso verband eine enge künstlerische Freundschaft mit Paolo Tosti und Giacomo Puccini, die viele ihrer Arien für seine Stimme schrieben. Den irischen Tenor John McCormack sah er als seinen größten Konkurrenten an, schätze ihn jedoch sehr. Caruso war auch als Karikaturist und Zeichner tätig und schuf zu einigen Liedern Melodie (z. B. Dreams of Long Ago) oder Text (z. B. Campane a sera).

## Aufnahmen

Aufnahme von Vesti la giubba für die Victor Talking Machine Company

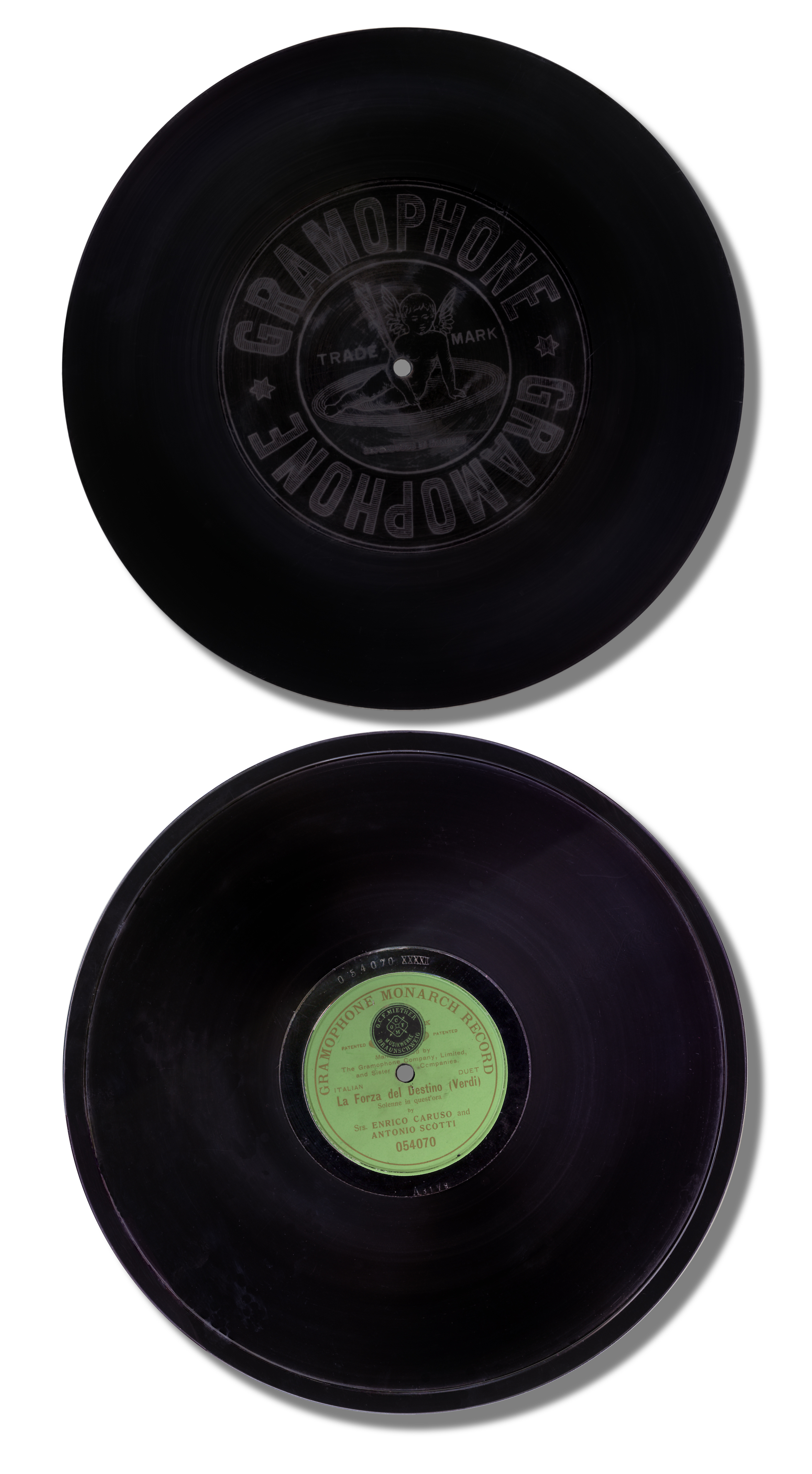
Aufnahme einer Arie aus La forza del destino von 1906. Die gezeigte Schallplatte wurde 1908 in Hannover von der Gramophone Company gepresst

Carusos erste Aufnahmen entstanden für G&T (Mailand 1902–04), Pathé und Zonophone (beide Mailand 1903), ab 1903 bis 1920 in den USA dann ausschließlich Aufnahmen für Victor, die in Europa unter den Etiketten von G&T, Gramophone und HMV erschienen.
Caruso nahm insgesamt 498 Schallplattentitel auf, von denen allerdings einige unveröffentlicht blieben. Darunter sind nicht nur Opernarien, sondern auch viele volkstümliche Lieder des Repertoires der „Canzone napoletana“, insbesondere „’O sole mio“ von Eduardo Di Capua, dem er zu Weltruhm verhalf. Es war Caruso, der durch seine Arbeit für die Victor Talking Machine Company den Siegeszug der Schallplatte initialisierte. Sein am 1. Februar 1904 für Victor aufgenommenes Vesti la giubba (aus Ruggero Leoncavallos Oper Pagliacci) gilt mit über einer Million verkaufter Schallplatten seit der Veröffentlichung im Mai 1904 als erster Millionenseller der Schallplattenindustrie.
Da die Abspielgeschwindigkeit der Platten seinerzeit noch nicht exakt vereinheitlicht war, ist es wichtig, jede Platte mit der korrekten Geschwindigkeit wiederzugeben, bei älteren Überspielungen wurde dies oft nicht beachtet (siehe auch unten zu Carusos Nachwirken im Film). Eine Komplettausgabe der Aufnahmen Carusos wurde zwischen 2000 und 2004 von Naxos veröffentlicht. Die Aufnahmen wurden von Ward Marston, einem ausgewiesenen Spezialisten für die Restaurierung historischer Tonaufnahmen, in den korrekten Tempi abgespielt und sehr sorgfältig und ausgewogen restauriert. Eine rund zehn Jahre ältere Ausgabe, welche die meisten der veröffentlichten Aufnahmen Carusos umfasst, ist die mit dem NoNoise-Verfahren bearbeitete und dadurch stark entstellte 14-CD-Ausgabe von Bayer Records. 1999 unterlegte das Radio-Symphonieorchester Wien die digital behutsam „modernisierte“ Aufnahme der Stimme Carusos mit einem modernen Orchester, so dass man ahnen kann, wie es klingen würde, könnte Caruso heute Aufnahmen machen. Das „Caruso 2000“ genannte Experiment ist unter Spezialisten und Gesangskennern umstritten.
2007 brachte die Enrico-Caruso-Agentur gemeinsam mit dem Pianisten Tommaso Farinetti eine neue Caruso-CD auf den Markt, auf der der junge Pianist Farinetti dem verewigten Caruso virtuell begegnet und die Orchesterstimmen der Originalaufnahme durch seine Klavierbegleitung ersetzt. Die Aufnahmen wurden im Unterschied zu den älteren Digitalaufnahmen in einem kleinen Konzertsaal aufgenommen und nicht künstlich mit Hall versehen. Im Ergebnis steht Carusos Stimme zwar im Vordergrund, wobei die Spanne in der Klangqualität zwischen alter und neuer Aufnahme nicht ganz überwunden werden kann.

## Filmografie
Caruso wirkte im Jahr 1918 in zwei Stummfilmen mit, von denen nur noch einer (My Cousin) in Kopie vorhanden ist. Der Film wurde in Europa ein Erfolg.

## Carusos Nachwirken
Eine fiktive Fassung von Carusos Leben wurde 1951 mit Mario Lanza in der Hauptrolle unter dem Titel Der große Caruso eher kitschig verfilmt. Der Film war in Italien wegen seines relativ frei erfundenen Inhalts verboten.
In dem Film Fitzcarraldo (1982) von Werner Herzog mit Klaus Kinski in der Hauptrolle des Fitzcarraldo steht am Anfang ein Auftritt von Caruso im Teatro Amazonas, der Oper von Manaus (Brasilien), wo Caruso jedoch in Wirklichkeit niemals gesungen hat. Der Soundtrack des Films besteht zum größten Teil aus Originalaufnahmen Carusos, die jedoch teilweise mit der falschen Abspielgeschwindigkeit übertragen wurden und daher entstellt klingen.
Aufnahmen von durch Caruso interpretierte Arien stellen den Großteil der Filmmusik des Films Match Point (2005) von Woody Allen dar.
Der italienische Sänger und Liedschreiber Lucio Dalla schuf 1986 eine moderne Hymne auf Caruso. Sein Lied mit dem Titel Caruso wurde von zahlreichen Künstlern interpretiert.
Der Asteroid (37573) Enricocaruso, der Merkurkrater Caruso sowie der Caruso Rock in Antarktika sind nach ihm benannt.
Aus Anlass von Carusos 100. Todestag wurde am 2. August 2021 in seinem Geburtshaus das Casa Museo Enrico Caruso („Hausmuseum Enrico Caruso“) eingeweiht.

## Verschiedenes
- Caruso trank laut seiner Frau Dorothy täglich zwei oder drei US liq.qt. Mineralwasser, wohingegen er auf Milch und Tee verzichtete. Er trank auch kein Bier und keine Highballs, aber manchmal ein wenig Wein und einen Cocktail namens Alexander. Er rauchte täglich zwei Schachteln ägyptische Zigaretten.[11]
- Caruso besaß eine bedeutende Sammlung von Goldmünzen, die postum am 28. Juni 1923 und den folgenden Tagen vom Auktionshaus C. & E. Canessa in Neapel versteigert wurde. Der Katalog hat 104 Seiten mit 1458 Losnummern und 64 Lichtdrucktafeln.
- 1987 wurde Caruso postum ein Grammy Lifetime Achievement Award zuerkannt.
- Medaillenausgaben mit dem Bildnis Carusos:
  - 1902 Medaille in Gold (für Caruso), Silber (fünf Stück), Bronze (21 Stück), 52 mm. Medailleur: Egidio Boninsegna
  - 1973 Medaille in Silber, 39 mm, 100-Jahr-Feier seiner Geburt. Medailleur: TP.
  - 1973 Medaille in Gold (500), Silber (2.000), Bronze (5.000), 60 mm, gleicher Anlass. Medailleur: Bino Bini
  - 1973 wie vorher, jedoch 40 mm.
  - 1973 Medaille in Silber, 50 mm, gleicher Anlass. Rückseite zeigt die Villa Bellosguardo. Medailleur: Bruno Catarzi
  - 1973 Gussmedaille in Bronze, 120 mm. Medailleur: Bruno Catarzi